# Istanbul Congress Center

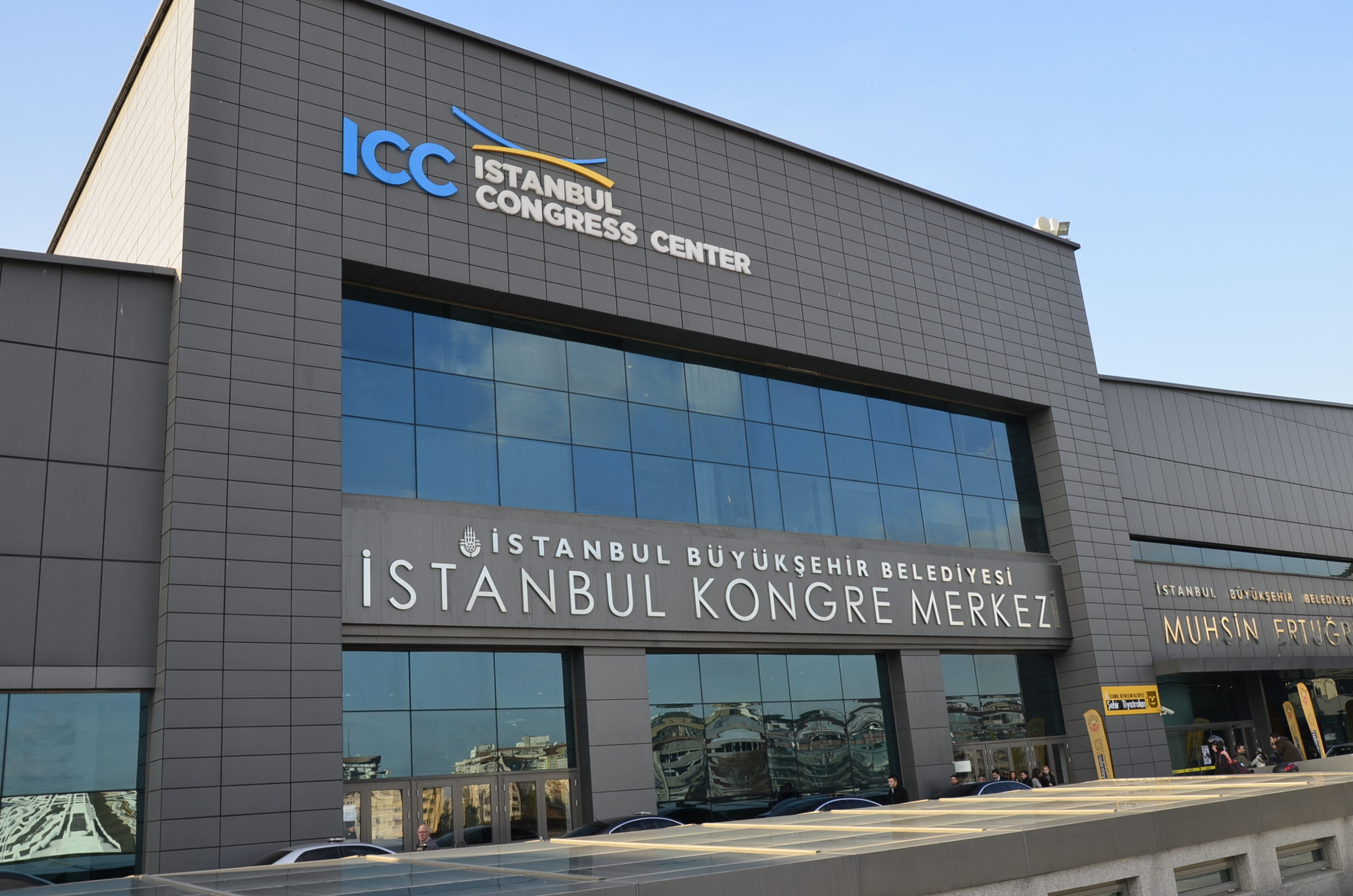
Blick auf den zentralen Eingang des Gebäudes

Das Istanbul Congres Center, kurz ICC, (türkisch: İstanbul Kongre Merkezi) ist ein Kongresszentrum im Istanbuler Stadtbezirk Şişli. Das ICC gehört der Stadt Istanbul und wird von dem Unternehmen Rixos betrieben.

## Geschichte
Der Großkomplex wurde am 17. Oktober 2009 mit dem jährlichen Treffen des IWF und der Weltbank eröffnet.

## Lage
Der Gebäudekomplex befindet sich in der Taşkışla Caddesi im Istanbuler Stadtviertel Harbiye (Stadtbezirk Şişli) rund 400 Meter nördlich des Taksim-Platzes oberhalb des Maçka Parkı und eines zum Bosporus abfallenden Hanges. Im Westen liegt das Militärmuseum, im Süden das Kongresszentrum und ein Hotel der Hilton Hotels. Nordöstlich des ICC liegt mit dem ICEC ein weiteres Kongresszentrum.

## Gebäude
Im ersten Untergeschoss befinden sich sieben Konferenzräume mit insgesamt rund 509 m² und einer Bestuhlungskapazität für 488 Personen. Der größte Saal des Kongresszentrums ist 3028 m² groß und fasst bis zu 3.705 Personen. Das Harbiye-Auditorium erstreckt sich über drei Geschosse und wird über das zweite Untergeschoss betreten. Im gleichen Geschoss befinden sich weitere acht Räume mit 87 bis 1300 m². Im dritten Untergeschoss befinden sich 90 kleinere Räume für Workshops und Gruppenmeetings. In den Geschossen B4 und B5 befinden sich Ausstellungshallen mit 4278 m², 5753 m² und 6065 m² Größe und Deckenhöhen von vier und sieben Metern. In den beiden letzten Untergeschossen befinden sich Parkplätze für bis zu 850 Fahrzeuge. Das ICC ist mit dem gegenüberliegenden Kongresszentrum Istanbul Lütfi Kırdar International Convention and Exhibition Center (ICEC) unterirdisch verbunden.

## Architektur
Oberirdisch besteht der Gebäudekomplex aus einem lang gestreckten Gebäuderiegel mit nach Südwesten abfallenden Dach. im Zentrum wird der Bau von einem alles überragenden Kubus durchbrochen. Die Untergeschosse sind nach Süden halbrund gebogen und schauen durch die Hanglage aus dem Boden, sodass Tageslicht durch die verglaste Front dringt. Vor dem Gebäude befindet sich ein 6000 m² großer Platz mit einer Brunnenanlage.

## Veranstaltungen
- 2009: Jährliches Treffen von IWF und Weltbank[2]
- 2013: Innovationswoche der Türkei[4]
- 2014: 7. Weltkongress für pädiatrische Intensivmedizin[5]
- 2014: IFCC WorldLab[6]
- 2015 ABU TV Song Festival 2015
- 2015 ACI AIRPORT EXCHANGE[7]
- 2016: Kunstmesse Contemporary Istanbul[8]